# Canal 15 (Costa Rica)
Quince UCR (anteriormente conocido como Canal 15 UCR y Canal UCR) es un canal de televisión abierta costarricense, propiedad de la Universidad de Costa Rica. Posee programación cultural y educativa.

## Programación
El canal emite principalmente programación cultural, como programas de opinión, documentales y producción propia con material didáctico que se imparte en la Universidad de Costa Rica, también transmite programación internacional de las cadenas RT y DW además de series juveniles como Anime.

## Historia
El canal fue lanzado al aire como Canal UCR en agosto de 1982, según acuerdo del Consejo Universitario en su Sesión 2928-01. Fue inaugurado por Eugenio Rodríguez, Ministro de Educación. Su principal propósito es transmitir programas científicos, humanísticos, periodísticos, educativos, de entretenimiento y destacar aquellos que se relacionan con la realidad costarricense.

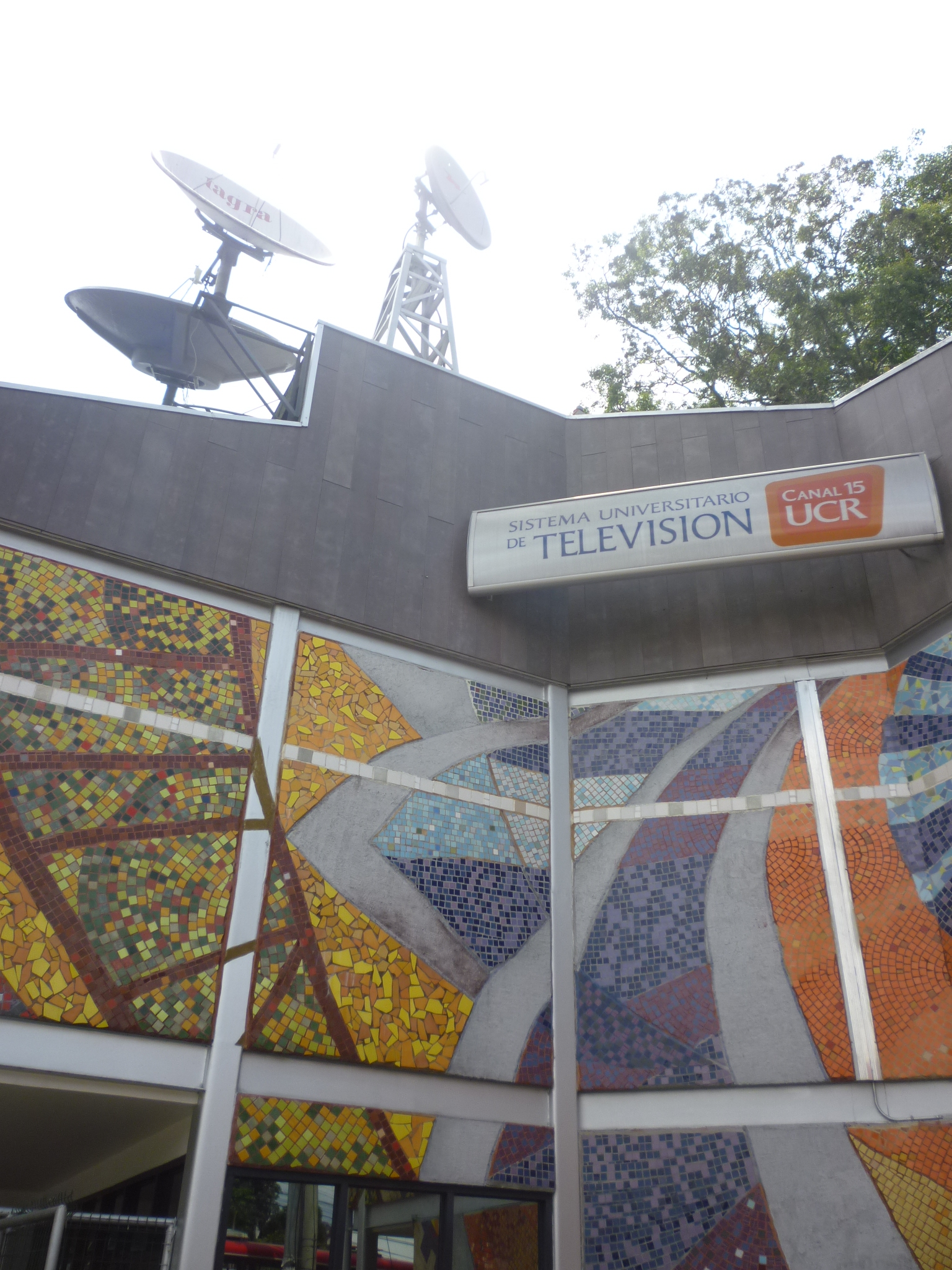
Oficinas del canal.